# Quaderns Tècnics
«Quaderns Tècnics, la tecnologia a l'abast», normalment anomenada a través del seu acrònim: «QT», és una revista que es va començar a editar el novembre de 1985, va tenir periodicitat bimestral, i després de 27 exemplars i 841 pàgines, l'abril de 1990 es va deixar de publicar. Va ser editada per Produccions Tècniques, SCCL. El primer número es va presentar públicament pels seus responsables a la llibreria Les Voltes de Vic a l'octubre de 1985 i va ser oficiada pel llavors Rector de la UPC Gabriel Ferraté Pascual.
Va ser la primera revista de divulgació tecnològica en llengua catalana i feia difusió dels darrers avenços en ciència i tecnologia, a més d'oferir articles divulgatius i de formació pràctica sobre els diferents aspectes de la tecnologia: àudio, vídeo, comunicacions, informàtica, lexicografia, a banda d'entrevistes i reportatges. Quaderns Tècnics també va intervenir en el debat sobre la tecnologia i la societat present en aquell moment.
Va impulsar i ser-ne sòcia fundadora de l'Associació Catalana de Premsa Tècnica i Científica, agrupant les escasses publicacions relacionades amb la ciència i la tècnica que s'editaven en llengua catalana en aquell moment. També va impulsar la campanya per a una Ràdio Exterior de Catalunya. Durant l'existència de la publicació va col·laborar en la presència del català en diferents emissores internacionals d'Ona Curta a través de col·laboracions periòdiques sota el nom de "La tecnologia a l'abast"

## Direcció i col·laboradors
Al llarg dels cinc anys que la revista va ser publicada la seva direcció va tenir pocs canvis. Primer va ser coordinada conjuntament pel seu fundador Josep Arranz i Romeu i per Xavier Cacho i Burgos, fins al número 22 en què Josep Arranz va passar a constar com a director fins al final de la seva publicació. Josep Arranz, a banda de la seva funció primer com a Coordinador General i després com a Director, també firmava articles a la revista, realitzava les entrevistes i n'era autor dels editorials. Igualment, Xavier Cacho durant la seva etapa de Coordinador Tècnic també va compaginar la seva funció amb l'autoria d'articles relacionats amb el món del vídeo.
Quant a col·laboradors, Quaderns Tècnics en totes les seves edicions va ser una publicació que va apostar per la divulgació tecnològica amb articles d'elaboració pròpia que combinessin l'avantguarda tecnològica de cada camp tractat, la contribució a la normalització lingüística en el camp de les noves tecnologies i la qualitat periodística. L'equip de redacció es nodria de professionals provinents de les diverses enginyeries i del periodisme. Alguns dels noms més destacats, del prop del centenar de col·laboradors que van escriure a la revista, van ser: Cinto Niqui, Albert Cuesta, Àlex Muniente, Neus Nogué, Alà Baylac, Francesc-Josep Deó, Carles Flamerich, Narcís Noguera, Teresa Cabré, Pere Manzanares, Josep Puig, Josep Martí, Xavier Durán, Eloi Ramón o Carles Castellanos, entre molts d'altres.
La publicació va comptar amb un Consell Assessor format per: Gabriel Ferraté Pascual, Antoni Maria Badia i Margarit, Sebastià Serrano i Farrera, Miquel de Moragas i Spà, Joan Becat i Rajaut, Max Cahner i Garcia, Santiago Pey i Estrany, Josep Puig i Boix, Josep Català i Medina,

## Aspectes tècnics
Tenia format 21x29,7 (DIN-A-4) vertical i el nombre de pàgines variava entre 27 i 39 pàgines, excepte el número doble 22/23 que va tenir 51 pàgines. S'editava amb l'interior en b/n i les cobertes en color. A partir del número 20 es va començar a introduir parcialment el color també a l'interior. Al llarg de la seva existència va fer dos grans canvis de disseny i maquetació, que en va modernitzar la presentació de continguts, en concret a partir del número 13 i a partir del número 21. Es distribuïa arreu del territori dels països de parla catalana a través de subscripció i en punts de venda cèntrics de les capitals més importants.

## Localització
Col·lecció complerta i digitalitzada al Dipòsit Digital de Documents de la Universitat Autònoma de Barcelona.
Enllaç a la col·lecció complerta i digitalitzada al Catàleg General de Publicacions Periòdiques de la Biblioteca de Catalunya.
Institut Cartogràfic i Geològic de Catalunya.
Catàleg Col·lectiu de les Universitats de Catalunya.
Bibliotècnica. Catàleg de les biblioteques de la UPC.